# Bouea macrophylla
Bouea macrophylla es un árbol frutal de la familia Anacardiaceae.

## Taxonomía
Bouea macrophylla fue descrito por el botánico inglés William Griffith y la descripción publicada en Posthumous papers bequeathed to the East India company, and printed by order of the government of Bengal: Notulæ ad Plantas Asiaticas 4: 420, t. 567, fig. 4 en 1854.